# لکس موندی
لکس موندی (به انگلیسی: Lex Mundi) یک شبکه خدماتی حرفه‌ای است که این شبکه در سال ۱۹۸۹ تأسیس شد. از سال ۲۰۱۵، این شرکت بیش از ۱۶۰ شرکت عضو و بیش از ۲۱٬۰۰۰ وکیل داشت. این شبکه اطلاعاتی را در مورد تحولات قانون محلی و جهانی در اختیار اعضای خود می‌گذارد. هر شرکت عضو موظف است طیف کاملی از خدمات حقوقی تجاری را ارائه دهد.
رهبری لکس مندی شامل شش مدیر و یک هیئت مدیره است.
بنیاد غیرانتفاعی Lex Mundi Pro Bono، وابسته به لکس موندی، جایزه طرفداری را به کارآفرینان اجتماعی در سراسر جهان خدمات حقوقی را ارائه می‌دهند، هماهنگ می‌کند.